# ماركوس بول
ماركوس بول (بالإنجليزية: Markus Paul)‏ هو لاعب كرة قدم أمريكية أمريكي، ولد في 1 أبريل 1966 في أورلاندو في الولايات المتحدة.

## وصلات خارجية
- ماركوس بول على موقع مرجع كرة القدم المحترفة.كوم (الإنجليزية)
- ماركوس بول على موقع كلية كرة القدم في سبورتس رفرنس.كوم (الإنجليزية)